# Шмульян, Витольд Львович
Витольд Львович Шмульян (29 августа 1914, Херсон — 27 августа 1944, варшавское предместье Прага) — советский математик.

## Биография
Родился в Херсоне в семье помощника присяжного поверенного Лейба Юделевича (Льва Юльевича) Шмульяна (1883—1945) и Изабеллы Соломоновны Невельштейн (1891—?). Семья отца происходила из Голой Пристани Херсонской губернии; мать была дочерью присяжного поверенного округа Одесской судебной палаты Соломона Львовича Невельштейна, редактора еженедельника «Еврейское слово», в 1912 году выдвигавшегося кандидатом в Государственную Думу по первой городской избирательной курии Херсона.
Вырос в Одессе, в родительской квартире на Нежинской улице, 42, кв. 4. После революции отец работал бухгалтером (1920), затем адвокатом и преподавал в Институте народного хозяйства (Инархозе), а после его расформирования — в юридической школе. В 1938 году Л. Ю. Шмульян был арестован и осуждён на 6 лет исправительно-трудовых лагерей с последующим поражением в правах на 3 года, умер незадолго до окончания срока. После ареста отца семью выселили из квартиры и мать с младшей сестрой Шмульяна переехали к старшему сыну в Таганрог.
В 1936 году В. Л. Шмульян окончил физико-математическое отделение Одесского университета и поступил в аспирантуру. В том же году опубликовал работу по абстрактному интегралу Фреше и совместную статью с Д. П. Мильманом. После окончания аспирантуры под руководством М. Г. Крейна при Одесском университете в 1939 году был оставлен доцентом там же. Кандидат физико-математических наук (1939).
Будучи с 1940 года докторантом Математического института имени В. А. Стеклова, в начале Великой Отечественной войны ушёл в народное ополчение. В боях за город Севск в 1943 году был награждён медалью «За отвагу», а в 1944 году за участие в Ковельской операции — орденом Отечественной войны II степени. Старший лейтенант, командир взвода топографической разведки, затем топовычислительного взвода дивизиона 969-го артиллерийского полка. Погиб за два дня до тридцатилетия во время боёв за Варшаву. Похоронен в варшавском предместье Прага.
Основные труды по топологии линейных пространств. Последние научные работы написал на фронте (одна была опубликована в 1944 году, другая вышла посмертно под редакцией А. Н. Колмогорова).

## Семья
- Жена и соавтор — математик Вера Рувимовна Гантмахер (1909—1942), сестра математика Феликса Рувимовича Гантмахера; во время румынской оккупации Одессы депортирована в гетто села Доманёвка в Транснистрии, где расстреляна вместе с родителями в 1942 году[14][15].
- Брат — Теодор Лейбович Шмульян (1912—1997), советский шашист и шашечный теоретик.
- Двоюродный брат — экономист Моисей Петрович (Пинхусович) Шмульян (1899—1955)[16]; его дочь — поэтесса Галина Моисеевна Шмульян (1929—2006)[17][18][19][20]. Другой двоюродный брат — учёный-медик, офтальмолог Лев Петрович (Пинхусович) Шмульян (1891—1946), пионер пересадки трупной роговицы в СССР, кандидат медицинских наук («Частичная сквозная пересадка роговицы с консервированного глаза трупа», 1937); его сын — математик Юрий Львович Шмульян (1927—1990)[21][22][23].
- Племянник — Валерий Викторович Дунаевский (род. 1942), учёный в области теоретической механики, инженер, публицист[24][25].
- Троюродный брат — учёный в области автоматического управления Б. Л. Шмульян (род. 1938).

## Также
- Теорема Крейна — Шмульяна[нем.] (о несплющенности замкнутого порождающего конуса в банаховом пространстве)
- Теорема Эберлейна — Шмульяна[нем.] (об эквивалентности слабой компактности и секвенциальной слабой компактности)